# Gwiazda zmienna
Gwiazda zmienna – gwiazda, która w znaczący sposób zmienia swoją jasność. Ogólnie rzecz biorąc, każda gwiazda wykazuje drobne fluktuacje jasności, ale są one w większości przypadków praktycznie niezauważalne – na przykład jasność Słońca zmienia się o ok. 0,1% w 11-letnim cyklu.

## Historia odkryć
Zidentyfikowania pierwszej gwiazdy regularnie zmiennej dokonano jeszcze w epoce przedteleskopowej. W 1596 roku David Fabricius zauważył okresowe znikanie gwiazdy omicron Ceti (nazwanej później Mira, od miraculous – cudowny). Obserwowano wówczas także dwie jasne supernowe, w 1572 i 1604. Zjawiska te dowiodły, że sfera gwiazd stałych nie jest niezmienna, jak sądzono od czasów starożytnych. W ten sposób odkrycie zmienności gwiazd przyczyniło się do „rewolucji kopernikańskiej” na przełomie XVI i XVII wieku.
W roku 1786 znano dwanaście gwiazd zmiennych, między innymi pierwszą gwiazdę zaćmieniową – Algola. Poprawne wyjaśnienie jego zmienności podał w 1784 John Goodricke. Od połowy XIX wieku liczba znanych zmiennych wzrastała coraz szybciej, szczególnie po 1890, gdy możliwe stało się badanie gwiazd metodą fotograficzną. W 1875 znano już 143 zmienne, w 1903 – 700, w 1926 – 2900, w 1947 – 11 tys. Najnowsza edycja Ogólnego Katalogu Gwiazd Zmiennych (General Catalogue of Variable Stars) z 2003 roku wymienia blisko 40 tys. zmiennych w naszej Galaktyce, 10 tys. w innych galaktykach oraz kilkanaście tysięcy gwiazd podejrzewanych o zmienność.

## Klasyfikacja
Ze względu na przyczynę zmian blasku, gwiazdy zmienne dzielą się na dwie główne grupy: gwiazdy zmienne fizycznie oraz gwiazdy zmienne geometrycznie.
- Gwiazdy zmienne fizycznie to gwiazdy pojedyncze lub podwójne, których jasność zmienia się na skutek procesów zachodzących w samej gwieździe lub otaczającej ją materii. Ze względu na charakter i zakres zmian dzielimy je na następujące grupy:
  - gwiazdy pulsujące, w których struktura gwiazdy lub jej atmosfery ulega regularnym okresowym zmianom
  - gwiazdy zmienne atmosferycznie, w których następują nieregularne zmiany w atmosferach
  - gwiazdy wybuchowe, w których następuje jednorazowa lub powtarzająca się dramatyczna zmiana struktury

- Gwiazdy zmienne geometrycznie to gwiazdy pojedyncze lub podwójne, których jasność zmienia się na skutek zmiany orientacji gwiazdy względem obserwatora. Ze względu na charakter zmian gwiazdy te dzielimy na następujące grupy:
  - gwiazdy zaćmieniowe, czyli układy podwójne gwiazd, w których jeden składnik okresowo przesłania drugi składnik, a przyczyną obserwowanych zmian jest ruch orbitalny gwiazd
  - gwiazdy świecące niesferycznie, w których przyczyną obserwowanych zmian jest rotacja gwiazdy
  - zjawiska mikrosoczewkowania grawitacyjnego, w których przyczyną pojaśnienia gwiazdy jest mikrosoczewkowanie przez inny obiekt przechodzący w pobliżu linii widzenia od gwiazdy do obserwatora

## Gwiazdy zmienne fizycznie

### Gwiazdy pulsujące
Gwiazdy pulsujące zmieniają swój kształt okresowo lub prawie okresowo. W najprostszym przypadku pulsacji radialnych cała gwiazda puchnie i kurczy się, co prowadzi do zmiany jej promienia, jasności oraz barwy. Ze względu na okres gwiazdy te są dzielone dalej na gwiazdy zmienne krótkookresowe, z okresami pulsacji typowo rzędu dni i miesięcy, oraz zmienne długookresowe, z okresami pulsacji rzędu lat. Większość gwiazd pulsujących należy do pasa niestabilności na diagramie Hertzsprunga-Russela. Najbardziej znane rodzaje gwiazd pulsujących to:
- cefeidy
- gwiazdy typu W Virginis
- gwiazdy zmienne typu RR Lyrae
- gwiazdy zmienne typu delta Scuti
- gwiazdy zmienne typu ZZ Ceti
- gwiazdy zmienne typu Mira Ceti
- gwiazdy typu RV Tauri
- gwiazdy typu SX Phoenicis

### Gwiazdy zmienne atmosferycznie
W atmosferach gwiazd, a w szczególności w chromosferach i koronach, występują zjawiska wywołane silnym polem magnetycznym. Aktywność magnetyczną obserwujemy na Słońcu, ale w innych gwiazdach zjawiska te mogą być znacznie silniejsze, prowadząc do nieregularnych rozbłysków na gwieździe. Z kolei w atmosferach lub otoczkach chłodnych gwiazd okresowo może dochodzić do wzmożonego tworzenia się pyłu, co prowadzi do przejściowego spadku jasności gwiazdy. Najbardziej znane gwiazdy z aktywnością atmosferyczną to:
- gwiazdy zmienne typu α² Canum Venaticorum
- gwiazdy zmienne typu R Coronae Borealis

### Gwiazdy wybuchowe
Wybuch całkowicie niszczący dotychczasową strukturę gwiazdy to zjawisko supernowej, w którym gwiazda osiąga stadium gwiazdy neutronowej lub czarnej dziury. 
Specyficzną klasę gwiazd wybuchowych tworzą układy podwójne typu zmiennych kataklizmicznych, w których zachodzi wymiana masy pomiędzy składnikami. Przepływająca materia może powodować utworzenie wokół jednej z nich dysku akrecyjnego. Zmienność w takich układach może wiązać się z niestabilnościami w dysku akrecyjnym lub nieregularnością przepływu masy między składnikami. Z takim zjawiskiem mamy do czynienia w tzw. nowych karłowatych, które zmieniającą swój blask przez cykliczne rozbłyski, czy w przypadku nowych rentgenowskich. Osiadająca na powierzchni białego karła lub gwiazdy neutronowej materia akumuluje się, a następnie może ulec gwałtownemu spalaniu w reakcjach termojądrowych, co powoduje silny rozbłysk gwiazdy nowej (biały karzeł) lub aktywację berstera rentgenowskiego (gwiazda neutronowa).

## Gwiazdy zmienne geometrycznie

### Gwiazdy zaćmieniowe
Jeżeli układ dwóch gwiazd obserwujemy pod znacznym kątem do płaszczyzny orbity, to okresowo jedna z gwiazd przesłania drugą, co obserwuje się jako charakterystyczną zmianę jasności krzywej blasku. Przykłady gwiazd zmiennych zaćmieniowych:
- gwiazdy zmienne typu Algola
- gwiazdy zmienne typu W UMa
- gwiazdy zmienne typu beta Lyrae
- RZ Cassiopeiae

### Gwiazdy świecące niesferycznie
Jeżeli gwiazda nie świeci sferycznie symetrycznie, ale silniej w jednym kierunku, jeżeli ma znaczne plamy na powierzchni albo jej powierzchnia jest odkształcona w wyniku działania sił pływowych towarzysza, to rotacja gwiazdy powoduje efekt zmiany jasności gwiazdy dla obserwatora. Przykłady takich gwiazd to:
- pulsary
- pulsary rentgenowskie
- gwiazdy typu BY Draconis
- gwiazdy typu RS Canum Venaticorum

### Zjawiska mikrosoczewkowania grawitacyjnego
Pojaśnienie obserwowanej gwiazdy jest w tym przypadku spowodowane przejściem innej gwiazdy pomiędzy gwiazdą obserwowaną a obserwatorem i ogniskowaniem promieni świetlnych w kierunku obserwatora. Zjawisko mikrosoczewkowania wyjaśnia ogólna teoria względności. Pojaśnienie następuje bez zmiany barwy gwiazdy.